# Mycerinopsis densepunctata
Mycerinopsis densepunctata là một loài bọ cánh cứng trong họ Cerambycidae.